# Róg fałowy

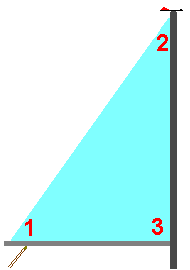
1-róg szotowy, 2-róg fałowy, 3 róg halsowy

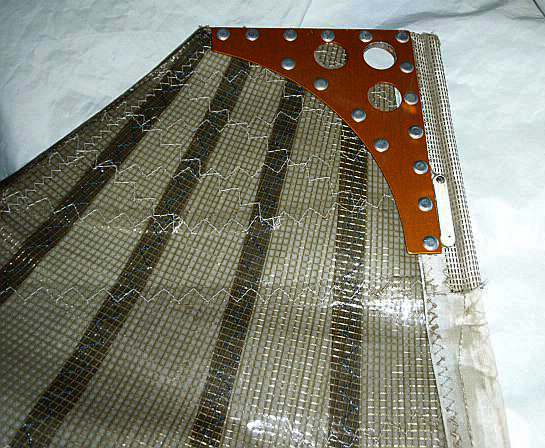
Róg fałowy żagla trójkątnego w ożaglowaniu bermudzkim

Róg fałowy – górny róg żagla, do którego mocowany jest fał.